# Stadio Maurice Boyau
Lo stadio Maurice Boyau (in francese Stade Maurice-Boyau) è un impianto sportivo polivalente che si trova a Dax, in Francia.
L'origine del suo nome deriva da Maurice Boyau, aviatore francese della prima guerra mondiale, che morì nel 1918.
Costruito nel 1958, ha una capienza di 16170 posti a sedere.